# Lasiurus cinereus
Lasiurus cinereus — вид рукокрилих, родини Лиликові.

## Етимологія
лат. Cinis, родовий відмінок від яп. cineris — «зола», лат. eus — «яка належить», вказуючи на колір золи.

## Поширення, поведінка
Країни проживання: Аргентина, Болівія, Канада, Чилі, Колумбія, Еквадор (Галапагоські острови), Гватемала, Мексика, Панама, Парагвай, Сполучені Штати Америки, Уругвай, Венесуела. Ці кажани є поодинокими, але часто утворюють групи при полюванні на комах. Вони сплять від 3 до 5 м над землею протягом дня, як правило, в листі дерев.

## Морфологія

### Морфометрія
Довжина голови й тіла: 71-90, довжина хвоста: 46-62, довжина задньої ступні: 9-13, довжина вуха: 15-19, довжина передпліччя 47-57, вага: 12-26 гр.

### Опис
Це великого розміру кажан. Голова коротка, тупий писочок, ніздрі часто далекі один від одного. Вуха товсті, короткі, широкі, округлі. Хвіст довгий, увесь всередині мембрани. Забарвлення спини варіює від темно-коричневого, червонувато-коричневого до сірого кольору, усіяне сріблясто-білою памороззю, створюючи видимість матового або сірого кольору. Мембрани довгі, широкі, товсті, заповнюючи весь простір між ногами і густо вкриті волосками в половину або більше від їх довжини. 
| Зубна формула   |
| --------------- |
| I 1 C 1 P 2 M 3 |
| I 3 C 1 P 2 M 3 |

## Поведінка
Полює на літаючих комах, метеликів. Цей вид летить швидко і часто переміщається у верхні шари лісі, в 10 метрах над землею. Діяльність починає за одну і дві години після заходу сонця. Вид самітницький. Ховається в гілках, листі дерев і чагарниках, від одного до п'яти метрів над землею. Рід Lasiurus є одним з небагатьох плідних у кажанів. Самиці можуть народжувати від одного до чотирьох кажанят. Присутній в районах, прилеглих до узбережжя і в горах.